# Queimadas (Paraíba)
Pour les articles homonymes, voir Queimadas.
Queimadas est une ville brésilienne de l'est de l'État de la Paraíba.
Sa population était estimée à 38 602 habitants en 2006. La municipalité s'étend sur 409 km2.